# Герб Уржумского района
Герб муниципального образования «Уржумский район» — опознавательно-правовой знак, составленный и употребляемый в соответствии с правилами геральдики, служащий символом муниципального района «Уржумский район» Кировской области Российской Федерации.

## Описание герба
Описание герба:
В зелёном поле на лазоревой, тонко окаймлённой серебром, оконечности — золотой, перевязанный червлёной лентой сноп, поддерживаемый сидящей золотой белкой.

## Обоснование символики
Обоснование символики:
Уржумская земля известна не одно столетие. Первое летописное упоминание об Уржуме относится к 1554 году. Издревле северные земли славились не только суровостью климата, но многочисленными природными богатствами.
 
Сельское хозяйство стало основой экономики современного муниципального образования — больше половины территории района составляют сельскохозяйственные угодья. Другая часть района покрыта лесами, богатыми разнообразной флорой и фауной. Раскинувшиеся на многие тысячи километров лесные массивы дают человеку всевозможные ягоды, грибы, дичь, необходимую в хозяйстве древесину.
Композиция герба Уржумского района языком символов и аллегорий отражает природное богатство края. Белка, поддерживающая сноп — аллегория природы района, в которой лес и поле являют собой две неотъемлемые части одного целого.
Голубая оконечность символизирует водные ресурсы района: здесь протекают реки Уржумка и Вятка, которая используется как важная транспортная артерия.
Голубой цвет — символ чести, благородства, возвышенных устремлений, бескрайнего неба и водных просторов.
Зелёный цвет — символ природы, здоровья, молодости, жизненного роста.
Серебро — символ чистоты, совершенства, мира и взаимопонимания.
Золото — символ урожая, богатства, стабильности, уважения, энергии.
Красный цвет — символ мужества, силы, труда, красоты и праздника.

## История создания
- 7 декабря 2009 — герб района утверждён решением Уржумской районной Думы. Авторскую группу по его разработке составили: идея герба — Владимир Ветлужских (Уржум), геральдическая доработка — Константин Моченов (Химки), художник и компьютерный дизайн — Оксана Афанасьева (Москва), обоснование символики — Владимир Ветлужских (Уржум), Кирилл Переходенко (Конаково)[2].

- Герб Уржумского района включён в Государственный геральдический регистр Российской Федерации под № 6021[1].